# Madonna de Brujas
La Madonna de Brujas es una escultura, de motivo Virgen con Niño, realizada en mármol por Miguel Ángel en el año 1504. De 1,23 metros de altura, se encuentra en la iglesia de Nuestra Señora, de la ciudad belga de Brujas. 
Fue realizada inmediatamente después que la Piedad del Vaticano, por encargo de unos mercaderes flamencos, los Mouscrom. La Virgen y el Niño presentan parecido movimiento en las vestiduras con la citada Piedad, pero aquí el grupo adquiere una solemnidad plástica, debido a su verticalidad, parecida a una arquitectura. El rostro de la Virgen es ovalado, de gran belleza clásica, y queda enmarcado por las ondulaciones del velo. Se encuentra como si estuviera en un momento de pensamiento profundo, mostrándose con una gran serenidad, mientras el Niño, de pie, está recostado entre las piernas de su madre y junta su mano con la de ella, dando con la energía de este gesto la sensación dinámica que él sostiene a ella.
Por una carta de Giovanni Balducci dirigida a Miguel Ángel con fecha 14 de agosto de 1506, se informa del traslado de la escultura a Brujas por Giovanni y Alessandro Moscheroni. Fue colocada en una capilla de la iglesia de Nuestra Señora, donde la vio Durero en 1521. 
En 1794 fue llevada a París, tras la ocupación de los Países Bajos Austriacos por parte de los revolucionarios franceses; siendo devuelta a Brujas en 1815, tras la derrota napoleónica en Waterloo. Sufrió otra sustracción similar por parte de las tropas alemanas en la Segunda Guerra Mundial, pero terminó regresando a su ubicación original gracias al Programa de Monumentos, Arte y Archivos. Esta peripecia fue reflejada en la película The Monuments Men (2014), protagonizada por George Clooney.    
|  |